# Daewoo Magnus
Daewoo Magnus – samochód osobowy klasy średniej produkowany pod południowokoreańską marką Daewoo w latach 2000 – 2006.

## Historia i opis modelu

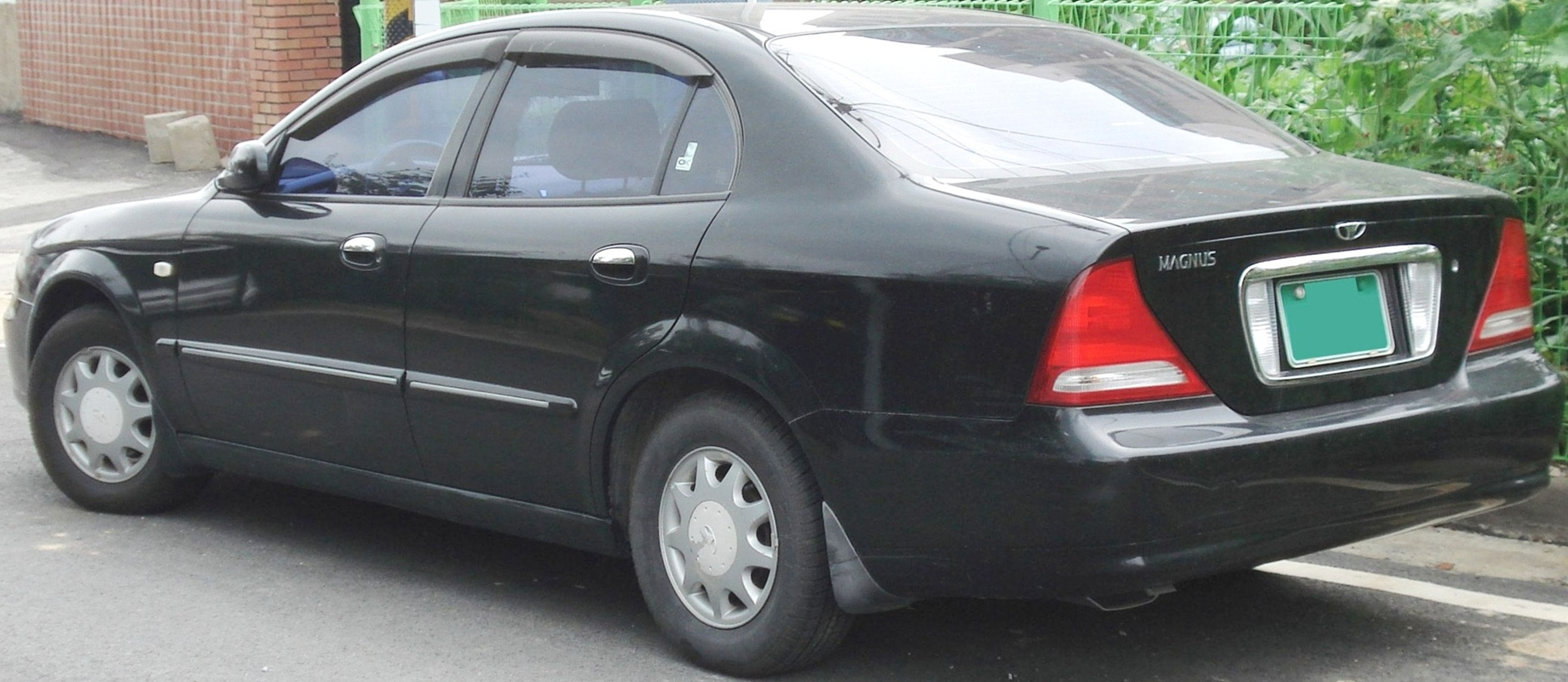
Daewoo Magnus - tył

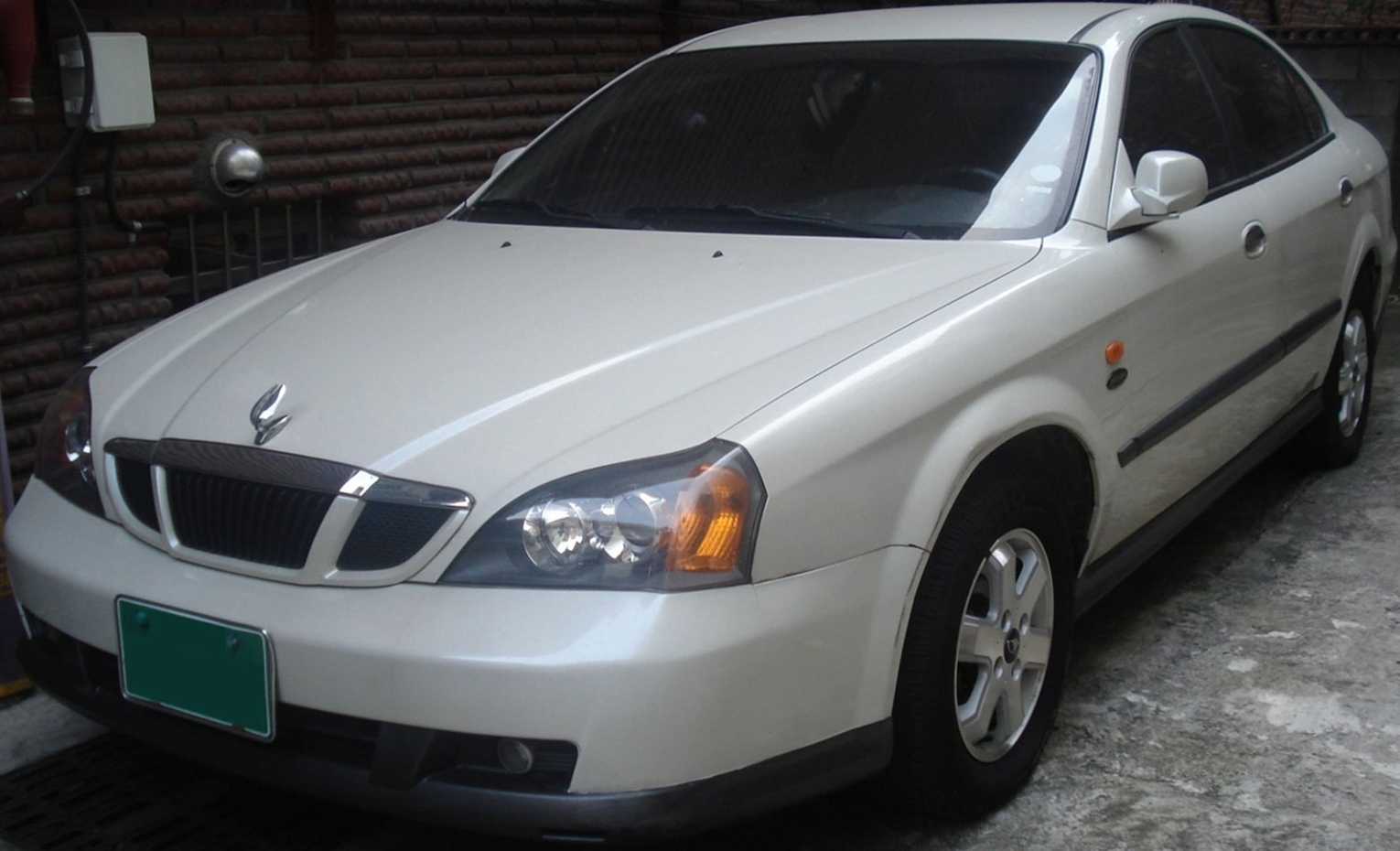
Daewoo Magnus po liftingu

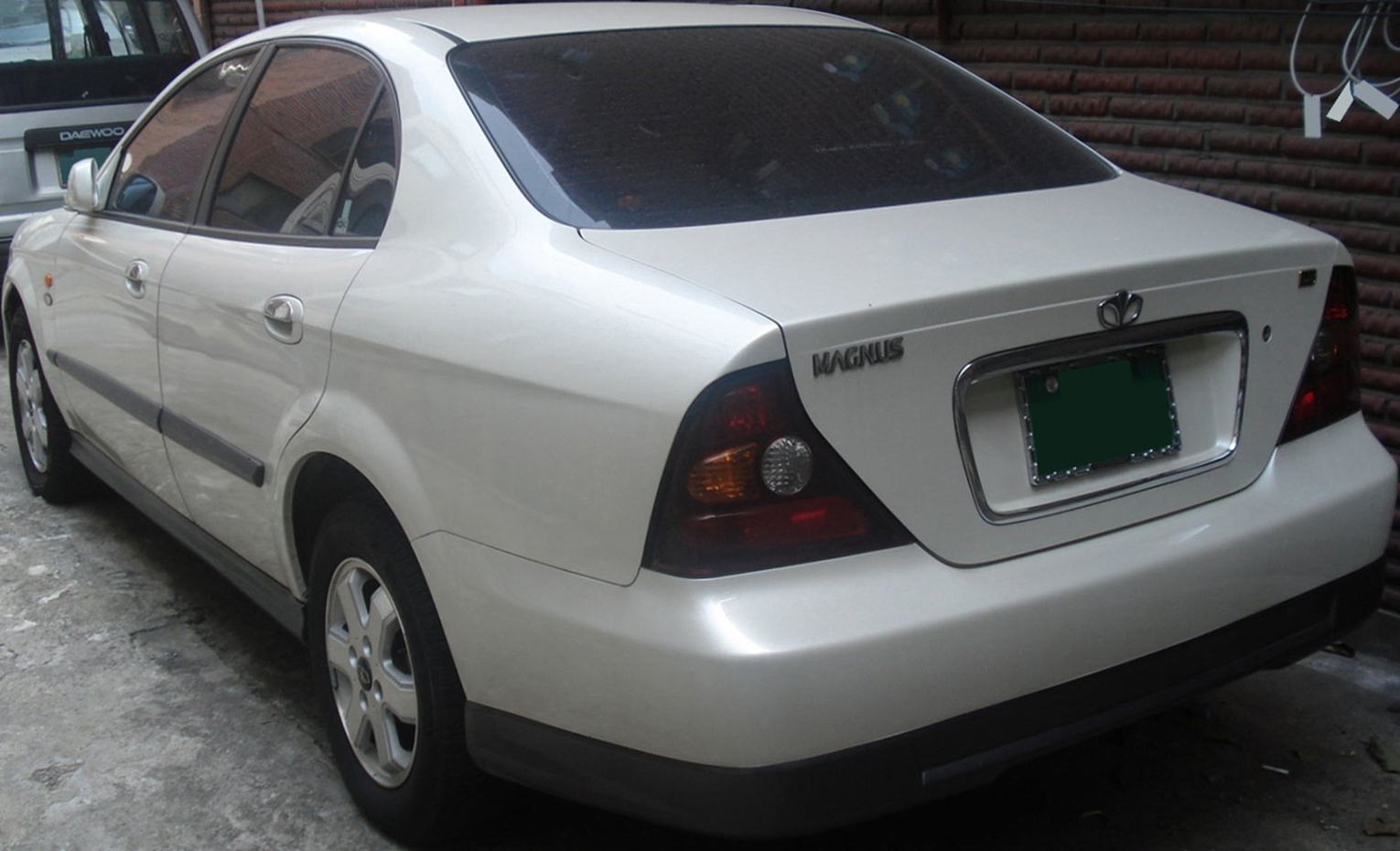
Daewoo Magnus - tył po liftingu

W 2000 roku Daewoo przedstawiło nowego, dużego sedana klasy średniej, który za zadanie miał zastąpić model Leganza. Magnus otrzymał projekt nadwozia autorstwa Giorgetto Giugiaro w nowym kierunku stylistycznym Daewoo, w którym utrzymano także mniejsze modele Kalos, Lacetii i Nubira.
Nadwozie zyskało wyraziste linie z agresywniej stylizowanym pasem przednim i bardziej konwencjonalnie stylizowanym kokpitem niż w przypadku poprzednika.

### Lifting
Na 2002 rok Daewoo zaplanowało modernizację Magnusa, w ramach której samochód zyskał nowe wypełnienie atrapy chłodnicy, a także inne wypełnienie reflektorów - pojawiły się wyraźniej zaznaczone kierunkowskazy oraz ciemne wypełnienie. Zmienił się też układ lamp tylnych.

### Tajwan
Na licencji Daewoo tajwańskie przedsiębiorstwo Formosa produkowało lokalnie w latach 2000–2004 Daewoo Magnusa pod własną marką jako Formosa Magnus. Różnice ograniczyły się do innych emblematów i oznaczeń producenta.

### Silniki
- L4 2.0l L34
- L6 2.5l XK6

### Daewoo Evanda

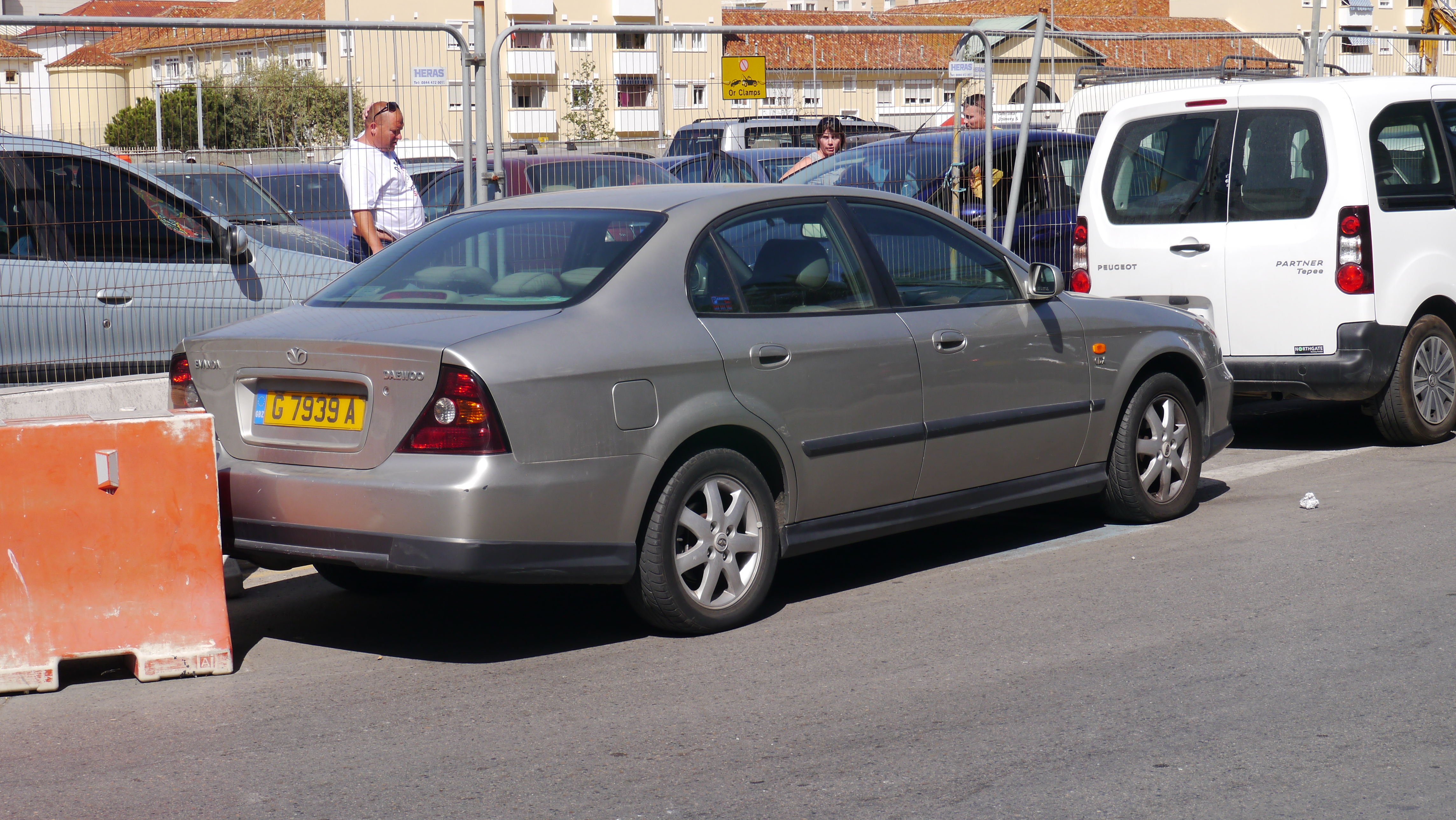
Daewoo Evanda - tył

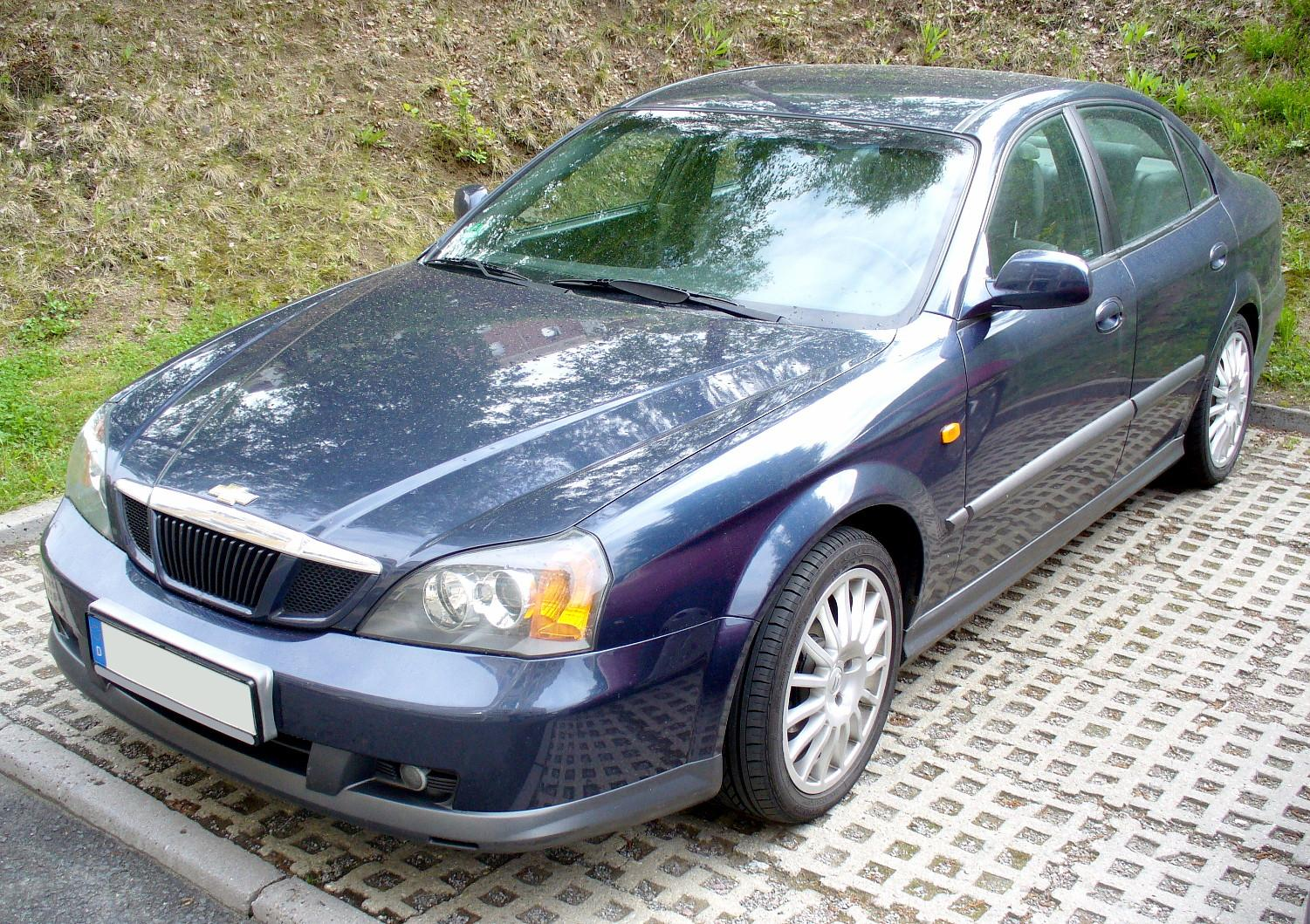
Chevrolet Evanda

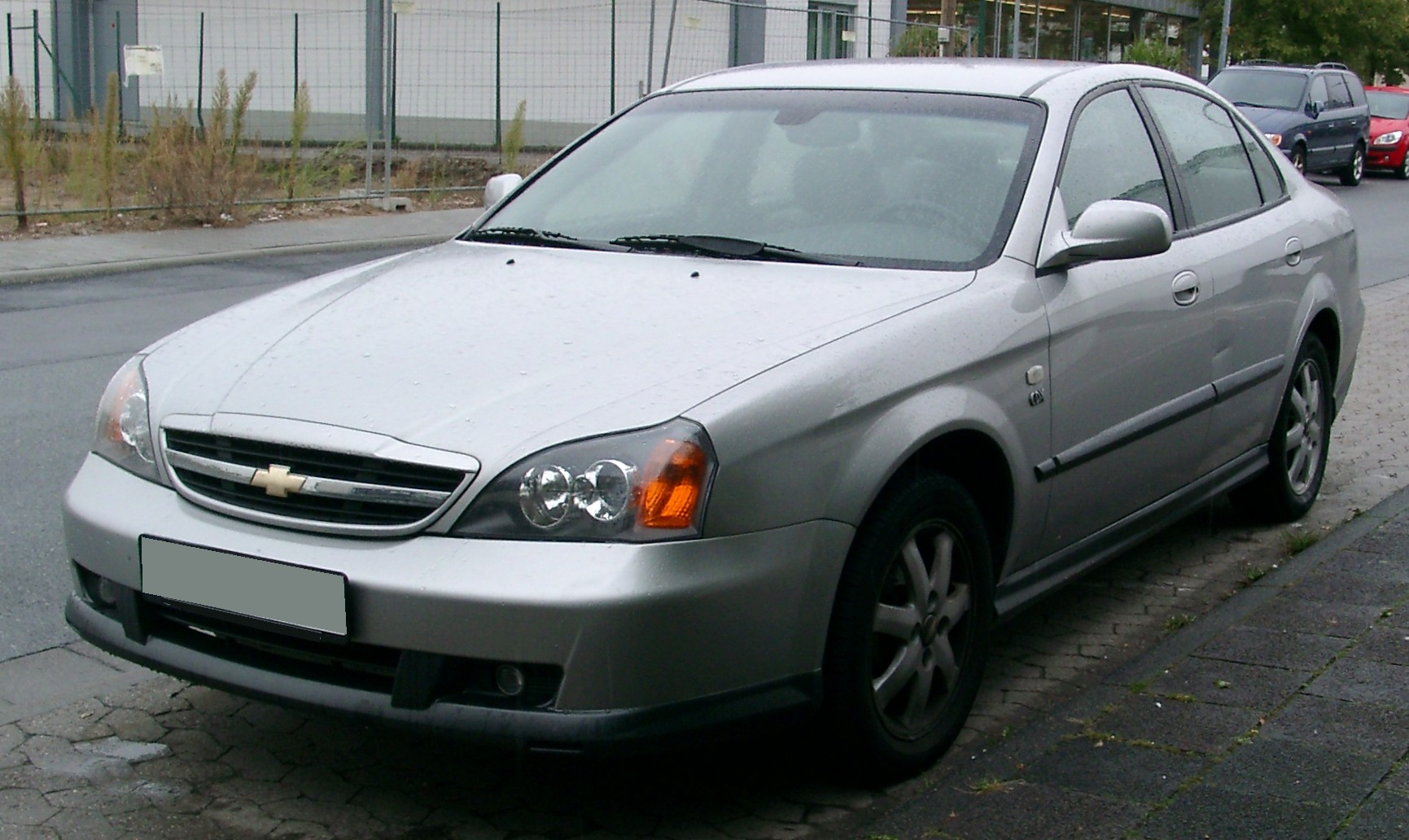
Chevrolet Evanda po liftingu

Daewoo Evanda zostało zaprezentowane po raz pierwszy w 2002 roku.
W grudniu 2002 roku europejski oddział Daewoo ogłosił plany wprowadzenia do sprzedaży południowokoreańskiego Magnusa  w zmodernizowanej formie także w krajach Europy Zachodniej jako Daewoo Evanda, zastępując model Daewoo Leganza. Pod kątem wizualnym samochód zachował minimalne różnice względem azjatyckiego odpowiednika, zyskując jednolite emblematy producenta na przedniej masce i klapie bagażnika.

### Zmiana nazwy
W związku z decyzją koncernu General Motors o wycofaniu marki Daewoo z rynku europejskiego z początkiem 2004 roku, także i sztandarowy tutaj model Daewoo Evanda został przemianowany na Chevroleta, przez kolejne dwa lata pozostając w sprzedaży pod nazwą Chevrolet Evanda.
Początkowo samochód zyskał tylko inne znaczki, na czele z logo umieszczonym na masce, a od 2005 roku otrzymał typową dla Chevroleta atrapę chłodnicy z chromowaną poprzeczką z umieszczonej na niej logo producenta. W 2006 roku zastąpił go nowy model, Epica.

### Wersje wyposażeniowe
- LS
- LT

### Silniki
- L4 2.0l 116 KM
- L4 2.0l 131 KM
- L4 2.0l 148 KM
- L6 2.5l 155 KM